# Пригоди Тентена
Пригоди Тенте́на (в перекладі також Тінтін, Тін-Тін, Тантан) (фр. Les Aventures de Tintin) — серія коміксів, створених бельгійським автором коміксів Ерже.

## Історія
Перший альбом, «Тентен в країні Рад» (фр. Tintin au pays des Soviets) було опубліковано в 1930 році. З 1930 по 1976 Ерже створив 24 альбоми (останній залишився незакінченим).
«Пригоди Тентена» перекладено більш як 50 мовами, а деякі епізоди екранізовано: «Тентен і загадка золотого руна» (1961), «Тентен і блакитний апельсин» (1964) і «Бранці сонця» (1969). Перші два фільми зняті за мотивами і крім головних героїв з коміксами фільми не мають нічого спільного. «Бранці сонця» ж зняті за сценарієм самого Ерже. В 1990 році Стефані Бернасконі зняв мультсеріал «Пригоди Тентена», а в 2011 році відбулася прем'єра фільму Пригоди Тінтіна: Таємниця «Єдинорога» Стівена Спілберга та Пітера Джексона.
Головний герой серії — молодий газетний репортер Тентен. Завдяки своїй професії він подорожує по всьому світу і стає учасником захопливих пригод.
Незважаючи на популярність, «Пригоди Тентена» є об'єктом критики. Зазвичай критиці піддається стереотипний (на думку критиків, майже расистський) образ мешканців неєвропейського світу, відображений у ранніх альбомах. У ході подальших перевидань альбомів Ерже дещо згладив гострі моменти, а пізні альбоми загалом вільні від расистських стереотипів.

## Персонажі

### Тентен та Мілу

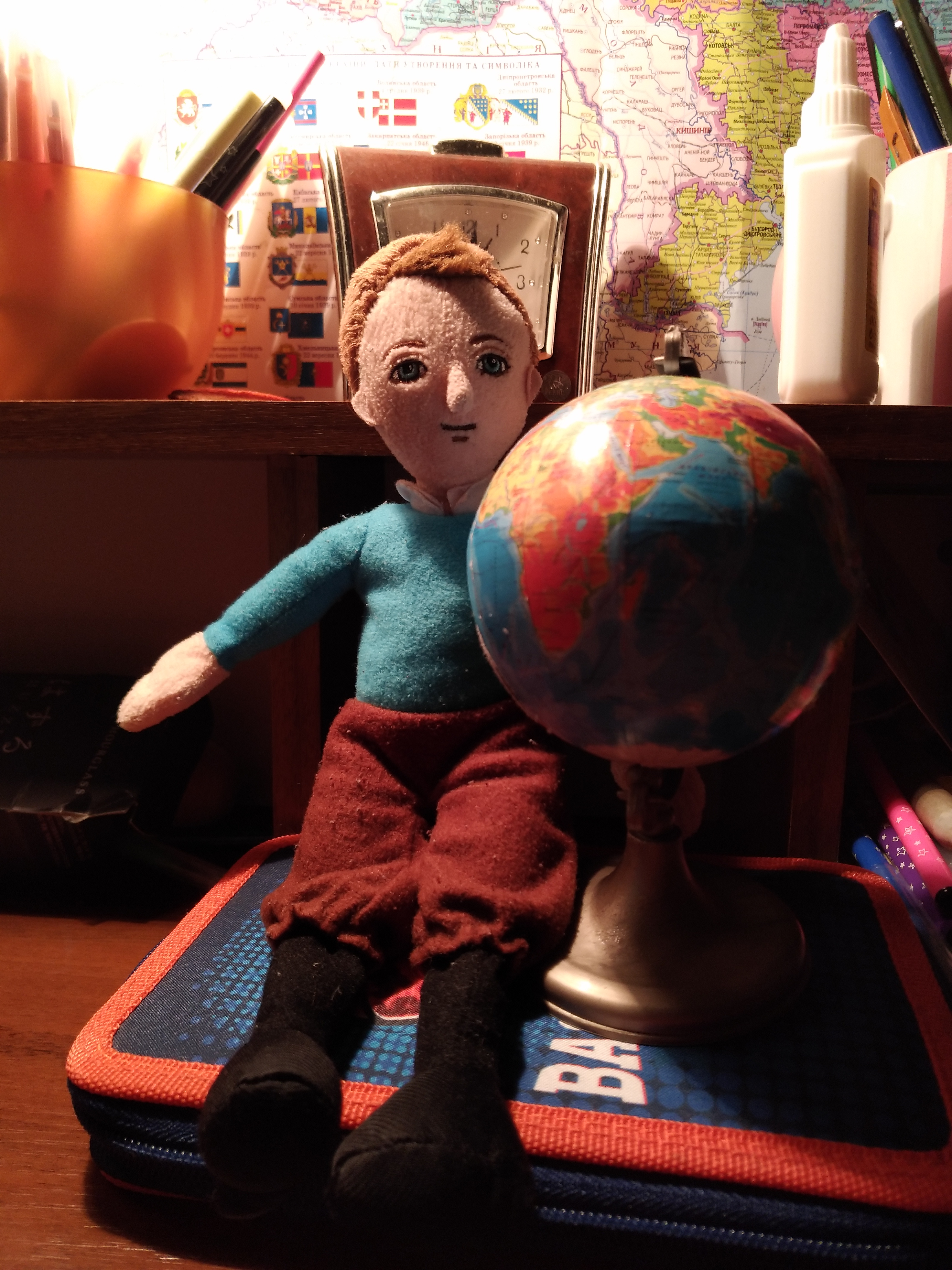
Іграшковий Тентен

Головний герой серії — газетний репортер Тенте́н. Вік його не зовсім ясний; найпевніше, йому не більш як двадцять років, причому протягом усього циклу він абсолютно не змінюється (на відміну від навколишньої реальності). Завдяки своїй професії Тентен подорожує по всьому світу й щоразу стає учасником захопливих, часто ризикованих пригод. Його постійний супутник та вірний друг — фокстер'єр Мілу.

### Інші персонажі
У циклі про Тентена фігурує близько 350 персонажів, деякі з них переходять з одного альбому в інший. Найважливіші з них такі:
- Капітан Хеддок (Haddock) — великий любитель випивки (полюбляє насамперед віскі) та неперевершений майстер вишуканих лайок[6]. Один з центральних персонажів коміксу. В одному з епізодів він несподівано здобуває велику спадщину й стає власником розкішного маєтку Муленсар.
- Професор Турнесоль (фр. Tournesol — досл. «соняшник»). Тип глухуватого, вічно заклопотаного й страшенно неуважного професора. Турнесоль — геніальний винахідник, який таємно розробляє дивовижні винаходи, що часом (але не завжди) допомагають Тентенові й капітану Хеддоку виходити зі скрутних ситуацій. Можливий прототип — інженер і фізик Огюст Пікар.
- Дюпон і Дюпен (Dupond et Dupont, в англійських версіях «Томсон і Томпсон», чиї прізвища пишуться по-різному, але вимовляються однаково) — два зовні дуже схожих детективи-невдахи, які постійно встряють у халепу й невдало маскуються.
- Бьянка Кастафьоре (Bianca Castafiore), співачка, захоплена шанувальниця бельканто та капітана Хеддока. Її прототипом, можливо, була Рената Тебальді.
- Роберто Растапопулос — американський гангстер з мільйонними статками Растопопулос («Rastopopolous»), один з найлютіших ворогів Тентена.
- Нестор — дворецький в замку Муленсар. Шляхетний, вірний Нестор служить своєму господареві капітанові Хеддоку в маєтку Муленсар. Нестор описаний як високий чоловік, у лівреї дворецького, з носом-картоплею та відвислими щоками, «що роблять його схожим на мопса».
- Генерал Алькасар — диктатор вигаданої «бананової» республіки Сан Теодорос, що розташована в Латинській Америці. Його постійним противником є генерал Тапіока, якого підтримує держава Бордюрія. Генерали по черзі організовують військові путчі один проти одного.
- Пйотр Шут (Piotr Szut) — естонський одноокий пілот, який в епізоді «Склад коксу» керує бомбардувальником De Havilland Mosquito й затоплює судно, на якому перебували Тентен з капітаном Хеддоком. Ще раз він виникає в епізоді «Рейс 714 до Сіднею».
- Каррейдас (Carreidas) — жадібний мільярдер, якого разом з Тентеном та капітаном Хеддоком викрали зловмисники (епізод «Рейс 714 до Сіднею»).

## Список коміксів про Тентена
1. Тентен у країні Рад  — фр. Tintin au pays des Soviets(1930)
2. Тентен у Конго — фр. Tintin au Congo (1931)
3. Тентен в Америці — фр. Tintin en Amérique (1932)
4. Фараонові сигари  — фр. Les Cigares du pharaon(1934)
5. Синій лотос — фр. Le Lotus bleu (1936)
6. Зламане вухо — фр. L'Oreille cassée (1937)
7. Чорний острів — фр. L'Île Noire (1938)
8. Оттокарів скіпетр — фр. Le Sceptre d'Ottokar (1939)
9. Краб із золотими клешнями — фр. Le Crabe aux pinces d'or (1941)
10. Таємнича зірка — фр. L'Étoile mystérieuse (1942)
11. Секрет однорога — фр. Le Secret de la Licorne (1943)
12. Скарби Ракама Червоного — фр. Le Trésor de Rackham le Rouge (1944)
13. Сім скляних кульок — фр. Les Sept Boules de cristal (1948)
14. Храм Сонця — фр. Le Temple du Soleil (1949)
15. Тентен у країні чорного золота — фр. Tintin au pays de l'or noir (1950)
16. Політ до Місяця фр. Objectif Lune (1953)
17. Прогулянка по Місяцю фр. On a marché sur la Lune (1954)
18. Справа Турнесоля фр. L'Affaire Tournesol (1956)
19. Склад коксу — фр. Coke en stock (1958)
20. Тентен у Тибеті фр. Tintin au Tibet (1960)
21. Коштовності Кастафйоре — фр. Les Bijoux de la Castafiore (1963)
22. Рейс 714 до Сіднею — фр. Vol 714 pour Sydney (1968)
23. Тентен та пікарос — фр. Tintin et les Picaros (1976)
24. Тентен і Альф-Арт Tintin et l'Alph-Art(1986, перевиданий у 2004) (незакінчений, виданий після смерті автора)

## Українські переклади
2019 року у видавництві «PINZEL» українською мовою вийшов друком перший том «Пригод Тентена» — «Тентен. Репортер ХХ віку у країні Сов'єтів» (стан: 2020). Переклад з французької — Івана Рябчія. 
2023 року вийшов друком другий том серії коміксів в українському перекладі — «Чорний острів». Видавництво: «PINZEL», перекладач — Сергій Рева. У тому ж році вийшов друком третій том українською мовою — «Тентен в Америці». Видавництво: «PINZEL», перекладач — Анна-Марія Баландіна.
У 2024 році вийшов друком четвертий том серії коміксів в українському перекладі — «Фараонові сигари». Видавництво: «PINZEL», перекладач — Сергій Рева.